# Високовольтна лінія постійного струму
Високовольтна лінія постійного струму (ВЛПС; англ. HVDC) — система передавання електричної енергії, що використовує постійний струм на відміну від поширеніших систем змінного струму. Для передавання на великі відстані ВЛПС є дешевшою та має менші електричні втрати. Для підводних силових кабелів ВЛПС дозволяє уникнути великих струмів зарядки та розрядки ємності кабелю під час кожного циклу. Для коротких дистанцій, вища ціна обладнання для перетворення в постійний струм, порівняно зі змінним струмом, є досі виправданою, якщо брати до уваги переваги постійного струму. ВЛПС використовує напруги між 100 кВ та 800 кВ, з ланкою в 1,100 кВ в Китаї, що повинна запрацювати в 2019.
ВЛПС дозволяє передавати електроенергію між несинхронізованими системами. Оскільки потужність через ВЛПС ланку може контролюватися незалежно від різниці фаз між джерелом та навантаженням, це дозволяє стабілізувати мережу під час раптових змін в енергосистемі. ВЛПС також дозволяє передавати електроенергію між мережами з різними частотами, наприклад 50 Гц та 60 Гц. Це підвищує стабільність та ощадливість кожної енергомережі, дозволяючи обмін електроенергією між двома несумісними мережами.
Сучасна форма ВЛПС використовує технології розроблені в 1930 роки в Швеції (ASEA) та в Німеччині. Перші комерційні мережі включали в себе першу в Радянському Союзі систему, створену у 1951 між Москвою та Каширою, та систему (100 кВ, 20 МВт) між островом Готланд та континентальною Швецією (1954). Найдовша ВЛПС лінія у світі — Ріо Мадейра в Бразилії, що складається з двох ліній 600 кВ, 3150 МВт кожна, які з'єднують Порту-Велью в штаті Рондонія та регіон Сан-Паолу. Довжина лінії постійного струму складає 2,375 км.
В липні 2016, ABB отримала в Китаї контракт будівництва наземної надвисоковольтної лінії постійного струму напругою 1,100 кВ, довжиною 3,000 км та потужністю 12 ГВт, встановивши рекорди у найбільшій напрузі, найбільшій дистанції та найбільшій потужності. Оскільки потужність, втрачена внаслідок нагрівання проводів, прямо пропорційна квадрату струму, подвоєння напруги зменшує втрати в лінії в 4 рази. Хоча втрати можуть бути зменшені за допомогою збільшення діаметру провідника, але це збільшить вагу провідника та ціну.
Висока напруга не може бути використана для освітлення та моторів, тому напруга повинна бути зменшена для кінцевого споживача. Трансформатори використовують для зміни напруги змінного струму.

## Високовольтна передача
Висока напруга використовується для передачі електричної енергії для зменшення енергетичних втрат через опір в дротах. Для певної потужності збільшення напруги вдвічі передає таку саму потужність при вдвічі меншому струмі. Трансформатори роблять напругу зручною для використання, а генератори змінного струму більш ефективні ніж генератори постійного струму. Ці переваги призвели до повного витіснення постійного струму в 20му столітті.
Зручне перетворення між постійним і змінним струмом стало можливим з розробкою таких пристроїв як ртутні випрямлячі і, починаючи з 1970рр, напівпровідникових пристроїв як тиристори, IGCT-тиристори, IGBT-транзистори.

## Історія

### Електромеханічні (Турі) системи
Першу передачу електроенергії на довгу дистанцію постійним струмом було продемонстровано у 1882 році на Місбах-Мюнхенській лінії, але передано було тільки 1.5 кВт. Ранній метод передачі через ВЛПС було розроблено швейцарським інженером Рене Турі і його метод було реалізовано у 1889 році в Італії компанією Acquedotto De Ferrari-Galliera. Ця система використовувала послідовно з'єднані комплекти мотор-генераторів для збільшення напруги. Кожен комплект був ізольований від землі та приводився в дію ізольованим валом головного двигуна. Лінія передачі працювала з напругою до 5000 вольт на кожну машину, деякі машини мали по два комутатори для зменшення напруги на кожному. Ця система передавала 630 кВт при напрузі 14 кВ постійного струму на відстань 120 км. Лінія Ліон-Мутьє передавала 8600 кВт електроенергії з гідроелектростанції на дистанцію 200 км, включаючи 10 км підземного кабелю. Ця система використовувала 8 послідновно з'єднаних генераторів з подвійними комутаторами з загальною напругою в 150 кВ між мінусом і плюсом та працювала з 1906 до 1936 рік. До 1913 в роботі знаходилося вже 15 систем Турі. Інші системи Турі, що працювали з постійною напругою до 100 кВ, працювали до 1930рр, але механізми вимагали частого обслуговування і мали високі втрати. Різні інші механічні випрямлячі тестувалися впродовж першої половини 20 століття з невеликим комерційним успіхом.
Однією з технік, яку спробували для перетворення постйного струму високої напруги у низьку напругу було заряджання послідовно з'єднаних батарей. Потім перемикання батарей в паралель для роботи. Хоча принаймні дві комерційні установки були випробувані приблизно на рубежі 20-го століття, ця технологія, як правило, не була корисною через обмежену ємність батарей, труднощі з перемиканням між послідовним і паралельним з'єднанням, а також притаманну енергетичну неефективність циклу розряду/заряду акумуляторів. (Сучасні акумуляторні електростанції включають трансформери та інвертори для зміни струму зі змінного на постійний з потрібною напругою.)

### Ртутні випрямлячі
Вперше запропонований у 1914 році, керований мережевий ртутно-дуговий вентиль став доступним у період з 1920 по 1940 рік для виконання функцій випрямляча та інвертора, пов'язаних із передачею постійного струму. Починаючи з 1932 року General Electric випробовувала ртутні випрямлячі та ЛЕП постійного струму 12 кВ, які також служили для перетворення струму 40 Гц від генераторів для живлення навантаження на частоті 60 Гц в Механіквіллі, Нью-Йорк. У 1941 році було розроблене підземне кабельне з'єднання 60 МВт, ±200 кВ, 115 км для міста Берлін з використанням ртутно-дугових вентилів, відоме як проєкт «Ельба», але через крах німецького уряду в 1945 році проект так і не був завершений. Номінальним обґрунтуванням проекту було те, що під час війни заглиблений кабель буде менш помітним як мета бомбардування. Обладнання було перевезено до Радянського Союзу та введено в експлуатацію як система Кашира – Москва. Система Москва–Кашира та з'єднання 1954 року групою Уно Ламма в АСЕА між материковою частиною Швеції та островом Готланд ознаменували початок сучасної ери високовольтних ліній постійного струму.
Ртутно-дугові випрямлячі були звичайними в системах, розроблених до 1972 року, остання ртутно-дугова система високовольтна лінія постійного струму (система Nelson River Bipole 1 у Манітобі, Канада) була введена в експлуатацію поетапно між 1972 і 1977 роками. Відтоді всі системи з ртутно-дуговими вентилями були або закриті, або переведені на використання твердотільних пристроїв. Останньою системою високовольтних ліній постійного струму, яка використовує ртутно-дугові вентилі, була Inter-Island HVDC між Північним і Південним островами Нової Зеландії, яка використовувала їх на одному з двох полюсів. Дугові ртутні вентилі були виведені з експлуатації 1 серпня 2012 року перед введенням в експлуатацію тиристорних перетворювачів.

### Тиристорні випрямлячі
Розробка тиристорних вентилів для ВЛПС почалася в кінці 1960-х років. Першою повною тиристорною схемою перетворювальною підстанцією була схема Eel River у Канаді, яка була побудована компанією General Electric і була введена в експлуатацію в 1972 році.
З 1977 року в нових системах ВЛПС використовуються твердотільні пристрої, в більшості випадків тиристори. Як і ртутно-дугові вентилі, тиристори потребують підключення до зовнішнього кола змінного струму в системах ВЛПС для їх увімкнення та вимкнення. ВЛПС з використанням тиристорів також відомі як лінійно-комутований перетворювач (LCC) HVDC.
15 березня 1979 р. був заживлений перетворювач постійного струму на базі тиристорів потужністю 1920  МВт між Кабора Басса та Йоганнесбургом (1410 км). Обладнання для перетворення було виготовлено в 1974 році компанією Allgemeine Elektricitäts-Gesellschaft AG (AEG), а Brown, Boveri & Cie (BBC) і Siemens були партнерами в проекті. Кілька років перерви в роботі були наслідком громадянської війни в Мозамбіку. Напруга передачі ±533 кВ була найвищою на той час у світі.

### Конденсаторно-комутовані перетворювачі
Лінійно-комутовані перетворювачі мають деякі обмеження щодо використання в системах ВЛПС. Це є результатом необхідності періоду зворотної напруги, щоб вплинути на вимкнення. Спробою усунути ці обмеження є конденсаторно-комутований перетворювач (CCC). CCC має послідовні конденсатори, вставлені в з'єднання лінії змінного струму. CCC залишився лише нішевим застосуванням через появу перетворювачів джерела напруги (VSC), які більш безпосередньо вирішують проблеми вимикання.

### Перетворювачі-джерела напруги
Широко використовувані в драйверах двигунів з 1980-х років перетворювачі-джерела напруги (VSC) почали з'являтися в ВЛПС у 1997 році під час експериментального проекту Hellsjön–Grängesberg у Швеції. До кінця 2011 року ця технологія захопила значну частку ринку ВЛПС.
Розробка біполярних транзисторів з ізольованим затвором (IGBT), запірних тиристорів (GTO) та тиристорів з інтегрованим комутованим затвором (IGCT) з більшою потужністю зробила системи ВЛПС більш економічними та надійними. Це пов'язано з тим, що сучасні IGBT включають режим короткого замикання при відмові, при якому, якщо IGBT виходить з ладу, він механічно замикається. Тому сучасні перетворювальні станції VSC HVDC розроблені з достатнім резервуванням, щоб гарантувати роботу протягом усього терміну служби. Виробник ABB Group називає цю концепцію HVDC Light, тоді як Siemens називає подібну концепцію HVDC PLUS (Power Link Universal System), а Alstom називає свій продукт на основі цієї технології HVDC MaxSine. Вони розширили використання ВЛПС до блоків потужністю кілька десятків мегават і повітряних ліній довжиною всього кілька десятків кілометрів. Існує кілька різних варіантів технології VSC: більшість установок, побудованих до 2012 року, використовують широтно-імпульсну модуляцію в схемі, яка фактично є драйвером надвисокої напруги. Більш пізні інсталяції, включаючи HVDC PLUS і HVDC MaxSine, базуються на варіантах перетворювача під назвою Модульний багаторівневий перетворювач (MMC).
Багаторівневі перетворювачі мають ту перевагу, що вони дозволяють зменшити або повністю виключити обладнання для фільтрації гармонік. Для порівняння, фільтри гармонік змінного струму типових мережно-комутованих перетворювальних станцій покривають майже половину площі перетворювальної станції.
З часом системи перетворювача напруги, ймовірно, замінять усі встановлені прості системи на основі тиристорів, включаючи найвищі програми для передачі електроенергії постійного струму.

## Порівняння з змінним струмом

### Переваги

#### Кабелі
Довгі підводні або підземні високовольтні кабелі мають високу електричну ємність порівняно з повітряними лініями електропередачі, оскільки провідники під напругою всередині кабелю оточені відносно тонким шаром ізоляції (діелектрика) і металевою оболонкою. Геометрія схожа на довгий коаксіальний конденсатор. Загальна ємність збільшується разом із довжиною кабелю. Ця ємність знаходиться в паралельному ланцюзі з навантаженням. Якщо для передачі по кабелю використовується змінний струм, в кабелі повинен протікати додатковий струм, щоб зарядити цю ємність. Цей додатковий потік струму спричиняє додаткові втрати енергії через розсіювання тепла в провідниках кабелю, підвищуючи його температуру. Додаткові втрати енергії також виникають внаслідок діелектричних втрат в ізоляції кабелю. Для достатньо довгого кабелю змінного струму буде потрібна вся пропускна здатність провідника для забезпечення зарядного струму. Ця проблема з ємністю кабелю обмежує довжину та потужність кабелів живлення змінного струму.
Однак, якщо використовується постійний струм, ємність кабелю заряджається лише при першому включенні кабелю або при зміні рівня напруги; додатковий струм не потрібен. Кабелі живлення постійного струму обмежені лише підвищенням температури та законом Ома. Хоча деякий струм витоку протікає через діелектричний ізолятор, цей ефект також присутній у системах змінного струму та є невеликим порівняно з номінальним струмом кабелю.
Схема передачі ВЛПС типу «точка-точка» на довгі відстані зазвичай має менші загальні інвестиційні витрати та менші втрати, ніж еквівалентна схема передачі змінного струму. Незважаючи на те, що обладнання для перетворення на кінцевих станціях ВЛПС є дорогим, загальні витрати на лінію передачі постійного струму на великі відстані нижчі, ніж для лінії змінного струму такої ж відстані. ВЛПС вимагає менше провідників на одиницю відстані, ніж лінія змінного струму, оскільки немає потреби підтримувати три фази та немає скін-ефекту. Системи змінного струму використовують більш високу пікову напругу за тієї ж потужності, що збільшує вартість ізоляторів.
Залежно від рівня напруги та деталей конструкції, втрати при передачі по ВЛПС становлять 3,5 % на 1000 км, що приблизно на 50 % менше, ніж по лінії змінного струму (6,7 %) при тій самій напрузі. Це пояснюється тим, що постійний струм передає лише активну потужність, що спричиняє менші втрати, ніж на змінному струмі, який передає як активну, так і реактивну потужність.
Передача по ВЛПС також може бути обрана заради інших технічних переваг. ВЛПС може передавати електроенергію між окремими мережами змінного струму. Передачу електроенергії по ВЛПС між окремими системами змінного струму можна автоматично контролювати для підтримки будь-якої мережі під час перехідних умов, але без ризику того, що серйозний збій енергосистеми в одній мережі призведе до збою в другій. Функція керованості також корисна, коли потрібне управління торгівлєю енергією.
Конкретні програми, де технологія передачі ВЛПС забезпечує переваги, включають:
- Схеми передачі по підводному кабелю(інші мови) (наприклад, 720 км North Sea Link(інші мови), 580 км кабель NorNed(інші мови) між Норвегією та Нідерландами,[13] Італійський 420 км кабель SAPEI(інші мови) між Сардинією та материком,[14] 290 км Basslink(інші мови) між материковою частиною Австралії та Тасманією та 250 км Baltic Cable(інші мови) між Швецією та Німеччиною[15]).
- Масова передача електроенергії від кінцевої точки до кінцевої точки без проміжних відводів, як правило, для підключення віддаленої електростанції до основної мережі (наприклад, система передачі постійного струму річки Нельсон(інші мови) у Канаді).
- Збільшення пропускної здатності існуючої лінії електропередачі в ситуаціях, коли встановлення додаткових проводів є складним або дорогим.
- Передача електроенергії та стабілізація між несинхронізованими мережами змінного струму, надзвичайним прикладом є можливість передачі електроенергії між країнами, які використовують змінний струм на різних частотах.
- Стабілізація мережі переважно змінного струму без збільшення очікуваного струму короткого замикання(інші мови).
- Інтеграція відновлюваних ресурсів, таких як вітер, у основну електромережу. Повітряні лінії постійного струму для інтеграційних проектів наземної вітрової енергетики та кабелі ВЛПС для морських проектів були запропоновані в Північній Америці та Європі як з технічних, так і з економічних причин. Мережі постійного струму з кількома VSC є одним із технічних рішень для об'єднання офшорної вітрової енергії та передачі її до центрів навантаження, розташованих далеко на суші.[16]

#### Повітряні лінії
Ємнісний ефект довгих підземних або підводних кабелів у системах передачі змінного струму також стосується повітряних ліній змінного струму, хоча й у значно меншій мірі. Тим не менш, для довгої повітряної лінії електропередач змінного струму струм, що протікає лише для зарядки ємності лінії, може бути значним, і це зменшує здатність лінії передавати корисний струм до навантаження на віддаленому кінці. Іншим фактором, який знижує корисну струмопровідну здатність ліній змінного струму, є скін-ефект, який викликає нерівномірний розподіл струму по площі поперечного перерізу провідника. Провідники лінії електропередач, що працюють з постійним струмом, не страждають від жодного обмеження. Таким чином, за однакових втрат у провіднику (або ефекту нагрівання) даний провідник може передавати більше потужності до навантаження під час роботи постійним струмом, ніж змінним струмом.
Нарешті, залежно від умов навколишнього середовища та характеристик ізоляції повітряної лінії, що працює на постійному струмі, може бути можливим для даної лінії електропередачі працювати з постійною напругою, яка приблизно така ж, як пікова напруга змінного струму, для якої лінія розроблена та ізольована. Потужність, що постачається в системі змінного струму, визначається середньоквадратичною напругою змінного струму, але середня квадратична напруга становить лише близько 71 % від пікової напруги. Таким чином, якщо ВЛПС може працювати безперервно з постійною напругою, яка є такою самою, як пікова напруга еквівалентної лінії змінного струму, то для заданого струму (де постійний струм дорівнює середньоквадратичному струму в лінії змінного струму), здатність передачі електроенергії при роботі постійним струмом приблизно на 40 % вища, ніж при роботі змінним струмом.

#### З'єднання несинхронізованих систем

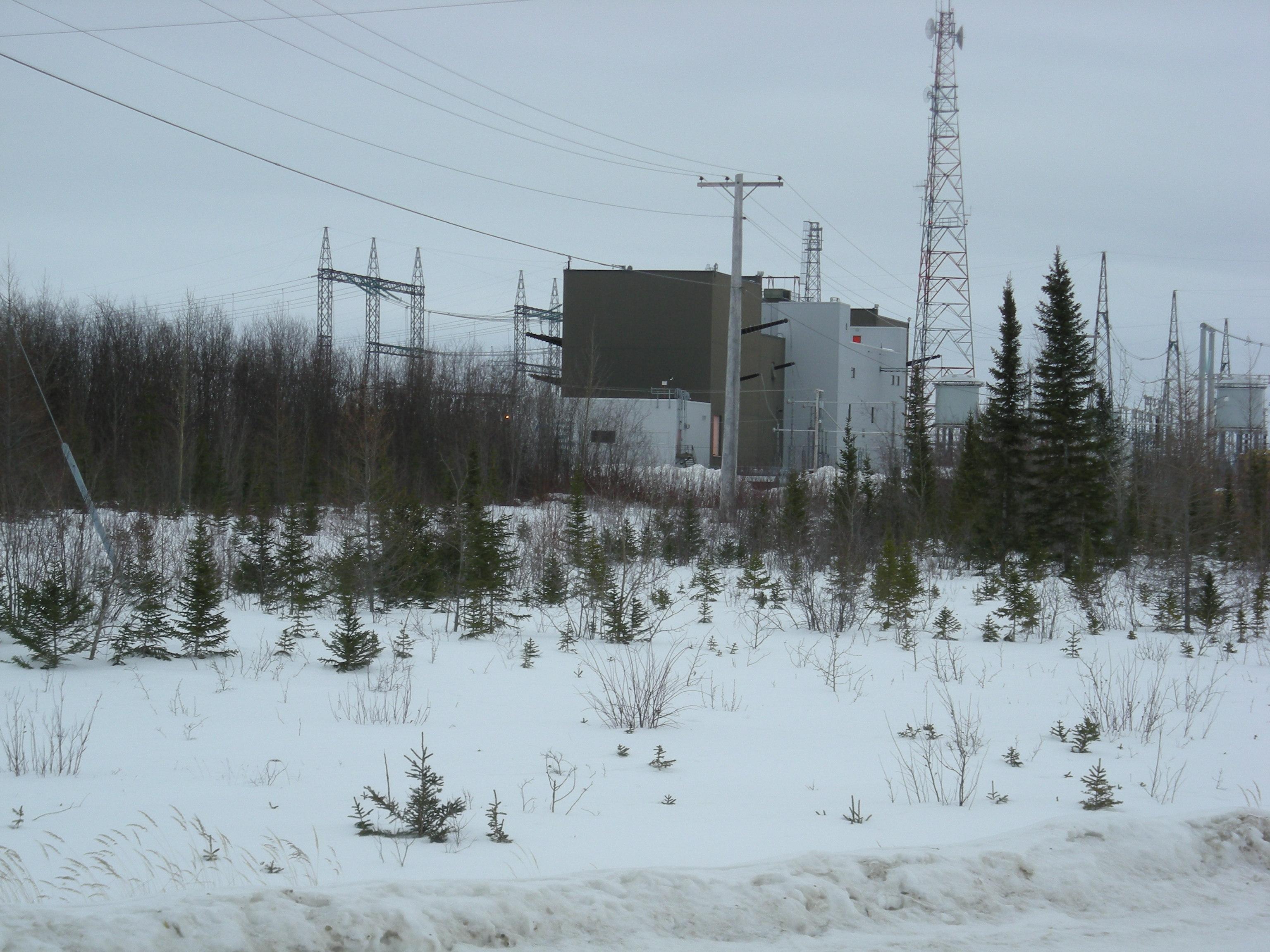
на перетворювальній станції Henday, що є частиною системи передачі постійного струму річки Нельсон у Канаді.

Оскільки ВЛПС забезпечує передачу електроенергії між несинхронізованими системами розподілу змінного струму, це може допомогти підвищити стабільність системи, запобігаючи поширенню каскадних збоїв від однієї частини ширшої мережі електропередачі до іншої. Зміни в навантаженні, які призведуть до того, що частини мережі змінного струму стануть несинхронізованими та відокремляться, не вплинуть подібним чином на ланку постійного струму, а потік потужності через ланку постійного струму матиме тенденцію стабілізувати мережу змінного струму. Величина та напрямок потоку потужності через ланку постійного струму можна безпосередньо контролювати та змінювати за потреби для підтримки мереж змінного струму на будь-якому кінці ланки постійного струму.

### Недоліки
Недоліки ВЛПС полягають у втратах при перетворенні струму (змінного в постійний і навпаки), складнощах комутації, управлінні, доступності та обслуговуванні.
Передача енергії за допомогою ВЛПС є менш надійною і має нижчу доступність, ніж системи змінного струму, головним чином через додаткове обладнання для перетворення. Монополярні системи мають готовність близько 98,5 %, причому близько третини простоїв є незапланованими через несправності. Відмовостійкі біполярні системи забезпечують високу доступність для 50 % пропускної здатності каналу зв'язку, але доступність повної пропускної здатності становить приблизно від 97 % до 98 %.
Необхідні перетворювальні станції є дорогими та мають обмежену здатність до перевантаження. На менших відстанях передачі, втрати в перетворювальних станціях можуть бути більшими, ніж у лінії електропередачі змінного струму на тій же відстані. Вартість перетворювачів може не компенсуватися зниженням вартості будівництва лінії та втратами у лінії електропередач.
Експлуатація схеми ВЛПС вимагає зберігання багатьох запасних частин, часто виключно для однієї системи, оскільки системи ВЛПС менш стандартизовані, ніж системи змінного струму, і технології змінюються швидше.
На відміну від систем змінного струму, реалізація багатотермінальних систем є складною (особливо з комутованими перетворювачами), як і розширення існуючих схем до багатотермінальних систем. Контроль потоку електроенергії в багатотермінальній системі постійного струму вимагає хорошого зв'язку між усіма терміналами; потік потужності повинен активно регулюватися системою керування перетворювачем замість того, щоб покладатися на власний імпеданс і властивості фазового кута лінії передачі змінного струму. Тому багатотермінальні системи зустрічаються рідко. Станом на  2012 тільки дві з них працюють: Квебек – Нова Англія між Редіссоном, Сенді Понд і Ніколет і Сардинія – материкова Італія, яка була модифікована в 1989 році, щоб також забезпечити електроенергією острів Корсика.

## Витрати
Як правило, постачальники систем HVDC, такі як GE Vernova, Siemens і ABB, не вказують деталі цін на конкретні проекти; такі витрати зазвичай є конфіденційною інформацією між постачальником і клієнтом. Витрати значно відрізняються залежно від специфіки проекту (таких властивостей як номінальна потужність, довжина лінії, повітряний або кабельний маршрут, вартість землі, сейсмологія місця та вдосконалення мережі змінного струму, необхідні на будь-якому терміналі). Детальний аналіз витрат на передачу постійного струму та змінного струму може знадобитися в ситуаціях, коли немає очевидної технічної переваги постійного струму, а вибір залежить лише від економічних причин.
Однак деякі практики надали певну інформацію:
Для лінії потужністю 8 ГВт довжиною 40 км, прокладеної під Ла-Маншем, нижче подано приблизну вартість основного обладнання для 2000 МВт 500 кВ біполярного звичайного з’єднання HVDC (за виключенням приєднань, берегових робіт з укріплення, узгодження, проектування, страхування тощо)
- Конвертерні станції ~110 мільйонів фунтів (~120 мільйонів євро або 173,7 мільйонів доларів США)
- Підводний кабель + встановлення ~1 млн фунтів стерлінгів/км (1,6 млн фунтів стерлінгів/милю) (~1,2 млн євро або ~1,6 млн доларів США/км; 2 млн євро або 2,5 млн доларів США за милю)

Таким чином, для потужності 8 ГВт між Британією і Францією за чотирма ланками мало що залишилося від 750 мільйонів фунтів стерлінгів на встановлені роботи. Додайте ще 200–300 мільйонів фунтів стерлінгів на інші роботи залежно від необхідних додаткових робіт на суші.
Оголошення від квітня 2010 року про лінію 2000 МВт, 64 км між Іспанією та Францією оцінюється в 700 мільйонів євро. Сюди входить вартість тунелю через Піренеї.

## Конфігурації

### Монополярна

Структурна схема монополярної системи з зворотньою передачею по землі

У монополярній конфігурації одна з клем випрямляча підключена до заземлення. Інша клема з високою напругою відносно землі підключена до лінії електропередачі. Заземлену клему можна під'єднати до відповідного з'єднання на інвертуючий станції за допомогою другого провідника.
Якщо не встановлено металевий зворотний провідник, струм протікає в землі (або воді) між двома електродами. Таке розташування є типом однопровідної системи зі зворотною передачею по землі.
Електроди зазвичай розташовані за кілька десятків кілометрів від станцій і підключаються до станцій через електродну лінію середньої напруги. Конструкція самих електродів залежить від того, чи розташовані вони на суші, на березі чи в морі. Для монополярної конфігурації з поверненням через землю потік струму на землю є односпрямованим, що означає, що конструкція одного з електродів (катода) може бути відносно простою, хоча конструкція анодного електрода досить складна.
Для передачі на великі відстані заземлення може бути значно дешевшим, ніж альтернативне використання спеціального нейтрального провідника, але це може призвести до таких проблем, як:
- Електрохімічна корозія металевих об'єктів, які довго знаходяться під землею, наприклад трубопроводів
- Підводні зворотні електроди у морській воді можуть виробляти хлор або іншим чином впливати на хімічний склад води
- Незбалансований шлях струму може призвести до сумарного магнітного поля, яке може вплинути на магнітні навігаційні компаси для кораблів, що проходять над підводним кабелем.[27]

Ці ефекти можна усунути, встановивши металевий зворотний провідник між двома кінцями монополярної лінії передачі. Оскільки одна клема перетворювачів підключена до землі, зворотний провідник не потрібно ізолювати для повної напруги передачі, що робить його менш дорогим, ніж високовольтний провід. Рішення про те, використовувати чи ні металевий зворотний провідник, ґрунтується на економічних, технічних і екологічних факторах.
Сучасні монополярні системи для чистих повітряних ліній зазвичай передають 1,5 Гвт. Якщо використовуються підземні або підводні кабелі, типове значення становить 600 МВт.
Більшість монополярних систем розроблені для майбутнього біполярного розширення. Опори лінії електропередачі можуть бути сконструйовані для перенесення двох провідників, навіть якщо лише один використовується спочатку для монопольної системи передачі. Другий провідник або не використовується, використовується як електродна лінія, або з'єднаний паралельно з іншим (як у випадку Baltic Cable).

#### Симетричний монополь
Альтернативою є використання двох високовольтних провідників, які працюють приблизно на половину напруги постійного струму, лише з одним перетворювачем на кожному кінці. У такому розташуванні, відомому як симетричний монополь, перетворювачі заземлені лише через високий опір і відсутній струм землі. Симетричне монопольне розташування є рідкісним для лінійно-комутованих перетворювачів (інтерконектор NorNed є рідкісним прикладом), але дуже поширене для перетворювачів-джерел напруги, коли використовуються кабелі.

### Біполярна

Блок-схема біполярної системи, яка також має зворотне заземлення

У біполярній передачі використовується пара провідників, кожен з яких має високий потенціал відносно землі, протилежної полярності. Оскільки ці провідники повинні бути ізольовані для повної напруги, вартість лінії електропередач вища, ніж монополярна із зворотним провідником. Однак біполярна передача має ряд переваг, які роблять її привабливою.
- За нормального навантаження протікає незначний струм у заземленні, як у випадку монополярної передачі з металевим зворотним заземленням. Це зменшує втрати на зворотну передачу та вплив на навколишнє середовище.
- Коли в лінії виникає несправність, із зворотними електродами заземлення, встановленими на кожному кінці лінії, приблизно половина номінальної потужності може продовжувати надходити, використовуючи землю як зворотний шлях, працюючи в монополярному режимі.
- Оскільки для даної загальної номінальної потужності кожен провідник біполярної лінії пропускає лише половину струму монополярних ліній, вартість другого провідника зменшується порівняно з монополярною лінією того самого номіналу.
- У дуже несприятливому рельєфі другий провідник можна прокласти на незалежному наборі веж електропередачі, тому можна продовжувати передавати деяку потужність навіть якщо одна лінія пошкоджена.[27]

Біполярну систему також можна встановити з металевим заземленим зворотним проводом.
Біполярні системи можуть передавати до 4 ГВт при напрузі ±660 кВ з одним перетворювачем на полюс, як на проекті Ningdong–Shandong у Китаї. З потужністю 2000 МВт на дванадцятиімпульсний перетворювач, перетворювачі для цього проекту були (станом на 2010 рік) найпотужнішими коли-небудь створеними перетворювачами постійного струму високої напруги. Ще більшої потужності можна досягти, з'єднавши два чи більше дванадцятиімпульсних перетворювачі послідовно на кожному полюсі, як це використовується в ±800 кВ проекті Xiangjiaba–Shanghai у Китаї, який використовує два дванадцятиімпульсних перетворювальні мости в кожному полюсі, кожен з номінальною напругою 400 кВ постійного струму і 1600 МВт.
Підводні кабельні установки, спочатку введені в експлуатацію у монополярному режимі, можуть бути модернізовані додатковими кабелями та працювати як біполярні.

Блок-схема біполярної системи передачі постійного струму високої напруги між двома станціями, позначеними A і B. AC — представляє мережу змінного струму CON — представляє перетворювальний вентиль, або випрямляч, або інвертор, TR представляє силовий трансформатор, DCTL — лінійний провідник передачі постійного струму, DCL — це індуктор фільтра постійного струму, BS — обхідний перемикач, а PM — коректор коефіцієнта потужності та мережі фільтрів гармонік, необхідні на обох кінцях зв'язку. Лінія електропередачі постійного струму може бути дуже короткою в прямому з'єднанні або простягатися на сотні кілометрів на опорах, під землею чи під водою. Один провідник лінії постійного струму можна замінити з'єднанням із землею.

Біполярна схема може бути реалізована так, що полярність одного або обох полюсів може бути змінена. Це дозволяє працювати як дві паралельних монополярних схеми. Якщо один провідник виходить з ладу, передача може продовжуватися зі зниженою потужністю. Втрати можуть збільшитися, якщо заземлювальні електроди та лінії не розраховані на додатковий струм у цьому режимі. Для зменшення втрат у цьому випадку можуть бути встановлені проміжні комутаційні станції, на яких відрізки ліній можуть відключатися або розпаралелюватися. Це було зроблено на ВЛПС Інга-Шаба.

### Вставка постійного струму
Станція «back-to-back» (або скорочено B2B) — це завод, на якому обидва конвертери знаходяться в одній зоні, як правило, в одній будівлі. Довжина лінії постійного струму повинна бути якомога меншою. Станції HVDC back-to-back використовуються для
- з'єднання електричних мереж різної частоти (як у Японії та Південній Америці; та інтерконнектор GCC між Саудівською Аравією (60 Гц) та рештою країн РСАДПЗ (50 Гц) завершено у 2009 р.)
- з'єднання двох мереж однакової номінальної частоти, але без фіксованого співвідношення фаз (як до 1995/96 підстанції Etzenricht, Dürnrohr, Vienna та вставка постійного струму у Виборзі(інші мови)).
- різна частота і число фаз (наприклад, як заміна тягових підстанцій)

Напруга постійного струму в проміжному ланцюзі може вільно вибиратися на станціях вставках постійного струму через коротку довжину провідника. Напруга постійного струму зазвичай вибирається якомога нижчою, щоб створити невеликий вентильний зал і зменшити кількість тиристорів, з'єднаних послідовно в кожному вентилі. З цієї причини на станціях вставки постійного струму використовуються вентилі з найвищим доступним номінальним струмом (у деяких випадках до 4500 А).

### Багатотермінальні системи
Найпоширеніша конфігурація ВЛПС складається з двох перетворювальних станцій, з'єднаних повітряною лінією електропередачі або підводним кабелем.
Багатотермінальні ВЛПС, які з'єднують більше двох точок, зустрічаються рідко. Конфігурація з кількома терміналами може бути послідовною, паралельною або гібридною (суміш послідовної та паралельної). Паралельна конфігурація зазвичай використовується для станцій великої потужності, а послідовна — для станцій меншої потужності. Прикладом є система електропередачі Квебек - Нова Англія потужністю 2000 МВт, запущена в 1992 році, наразі є найбільшою багатотермінальною системою ВЛПС у світі.
Системи з кількома терміналами важко реалізувати з використанням мережевих комутованих перетворювачів, тому що реверсування потужності здійснюється шляхом зміни полярності напруги постійного струму, що впливає на всі перетворювачі, підключені до системи. За допомогою перетворювачів напруги реверсування потужності досягається шляхом зміни напрямку струму, що значно полегшує керування паралельно з'єднаними системами з кількома клемами. З цієї причини очікується, що в найближчому майбутньому багатотермінальні системи стануть набагато більш поширеними.
Китай розширює свою мережу, щоб не відставати від зростаючого попиту на електроенергію, одночасно вирішуючи екологічні цілі. У 2011 році China Southern Power Grid розпочала пілотний проект ВЛПС з трьома терміналами з перетворювачами-джерелами напруги. Проект має розраховані рейтинги ±160 кВ/200 MW-100 MW-50 МВт і буде використовуватися для передачі енергії вітру, виробленої на острові Нанао, в енергомережу материкової частини Гуандуну через комбінації наземних кабелів, морських кабелів і повітряних ліній довжиною 32 км. Цей проект введено в експлуатацію 19 грудня 2013 року.
В Індії в 2015—2017 роках планується введення в експлуатацію багатотермінального проекту North-East Agra . Його номінальна потужність становить 6000 МВт, і він передає електроенергію по біполярній лінії ±800 кВ від двох перетворювальних станцій, у Бісванат Чаріалі та Аліпурдуарі, на сході, до перетворювача в Агрі, на відстані 1728 км.

### Інші домовленості
З 1993 року Крос-Скагеррак складався з 3 полюсів, з яких 2 були включені паралельно, а третій використовував протилежну полярність з вищою напругою передачі. Ця конфігурація перестала існувати в 2014 році, коли полюси 1 і 2 знову були перебудовані для роботи в біполярному режимі, а стовп 3 (LCC) працює в біполярному режимі з новим стовпом 4 (VSC). Це перша ВПЛС, де полюси LCC і VSC взаємодіють у біполярному режимі.
Подібна схема була в ВЛПС Inter-Island у Новій Зеландії після модернізації потужності в 1992 році, в якій два оригінальні перетворювачі (з використанням ртутно-дугових випрямлячів) були включені паралельно та живили один полюс, а встановлений новий третій (тиристорний) перетворювач з більшою робочою напругою живив інший полюс. Ця конфігурація закінчилася в 2012 році, коли два старі перетворювачі були замінені одним новим тиристорним перетворювачем.
Схема, запатентована в 2004 році призначена для переведення існуючих ліній електропередачі змінного струму на ВЛПС. Два з трьох провідників кола працюють як біполярні. Третій провідник використовується як паралельний монополярний, оснащений реверсивними вентилями (або паралельними вентилями, з'єднаними в зворотній полярності). Це дозволяє пропускати сильні струми через біполярні провідники та повністю використовувати встановлений третій провідник для передачі енергії. Високі струми можуть циркулювати через провідники лінії, навіть коли навантаження низьке, для видалення льоду. Станом на  2012, жодних триполярних перетворень не працює, хоча лінію електропередачі в Індії було перетворено на біполярну ВЛПС (Sileru-Barsoor).

## Захист
Захист ВЛПС відрізняється від захисту ліній змінного струму відрізняється наступними особливостями:
- струм не переходить через нуль;
- ВЛПС характеризується високими струмами замикань, створеними ємністю лінії та конденсаторами у перетворювачах.

Тому захист ВЛПС повинен спрацьовувати щонайменше у 5-10 разів швидше, ніж у аналогічних ліній змінного струму, бажано за кілька мілісекунд.
Можливі види аварійних ситуацій ВЛПС включають:
- замикання між лініями;
- замикання лінії на землю;
- замикання обох ліній на землю;
- влучання блискавки;
- розрив лінії (без замикання);
- торкання ліній змінного струму, що перетинають трасу ВЛПС.[37][38]

Схема резисторно-конденсаторного дільника напруги

Звичайні трансформатори напруги та трансформатори струму, які використовуються у релейному захисті ліній змінного струму, не можуть бути застосовані для вимірювання характеристик постійного струму. Натомість для вимірювання напруги можуть застосовуватись резисторно-конденсаторні дільники напруги або оптичні давачі на основі ефекту Покельса. Для вимірювання сили струму використовуються шунтуючі резистори, давачі на основі ефекту Голла, магніторезистивні, магнітострикційні давачі, оптичні давачі на основі ефекту Фарадея. Використання перелічених давачів означає використання цифрових релейних механізмів, а однією з основних характеристик давачів є частота дискретизації. Стандартом IEC 61869-9 визначена частота дискретизації 96 кГц.

### Методи виявлення аварійних ситуацій

#### За місцем застосування
Методи захисту поділяються на локальні, що спираються на вимірювання лише на одній стороні ВЛПС, та комунікаційні, що спираються на дані з усіх підстанцій, об'єднані в центрі керування. Локальні методи швидше, але менш селективні, відключають лінію в цілому. Комунікаційні методи спрацьовують довше, але мають кращу селективність, можуть відключити лише пошкоджену ділянку, що корисно для резервованих або розгалужених ліній. Комунікаційні методи, як правило застосовуються як резервні.

#### За характеристиками
Залежно від характеристик, які вимірюються, аварійні ситуації можуть виявлятися
- за струмом;
- за напругою;
- за характеристиками біжучої хвилі (англ. traveling-wave-based methods).[38][35]

Методи виявлення аварій за струмом використовують перевірку належності струму в лінії до проміжку допустимих значень, аналіз швидкості зміни струму в часі {\displaystyle dI/dt}, порівняння величин струмів (або їх похідних по часу) на кінцях однієї лінії (повздовжний диференціальний захист) або на полюсах перетворювача (поперечний диференціальний захист).
Методи виявлення аварій за напругою використовують перевірку напруги на лінії (як на перевищення норми, так і на падіння нижче норми), аналіз швидкості зміни напруги в часі {\displaystyle dV/dt}, збільшення падіння напруги на струмообмежувальному реакторі або появу напруги на оболонці кабелю.
Методи виявлення аварій за характеристиками біжучої хвилі відслідковують появу основної гармоніки частоти, з якою відбувається широтно-імпульсна модуляція у перетворювачах. Для виявлення використовуються перетворення Фур'є та вейвлет-перетворення від послідовностей миттєвих значень струму та напруги.

### Пристрої захисту

#### Розрядники
Для ВЛПС не використовуються розрядники з іскровим проміжком, бо дуга постійного струму не самозгасає, і погасити її важко. Натомість використовуються нелінійні обмежувачі перенапруг (метал-оксидні варистори). Метал-оксидні обмежувачі перенапруг прийшли на заміну кремнійкарбідним у 1970-х. Обмежувачі перенапруг для ВЛПС повинні бути здатними розсіювати дуже велику потужність, оскільки при їх спрацьовуванні на них розряджається ємність лінії та конденсатори у перетворювачах. Тому обмежувачі перенапруг для ВЛПС помітно більші, ніж для ліній змінного струму з порівняними характеристиками.

#### Автоматичний вимикач постійного струму високої напруги
Автоматичні вимикачі високовольтного постійного струму важко побудувати через дугу: у змінному струмі напруга інвертується і при цьому перетинає нуль вольт десятки разів на секунду. Дуга змінного струму самозгасне в одній із цих точок перетину нуля, оскільки не може бути дуги без різниці потенціалів. Постійний струм ніколи не перетинає нуль вольт і ніколи не самозгасає, тому відстань і тривалість дуги набагато більші при постійному струмі, ніж при тій самій напрузі змінного струму. Це означає, що в автоматичний вимикач повинен бути включений якийсь механізм, щоб примусово звести струм до нуля та погасити дугу, інакше дуга та знос контактів будуть занадто великими, щоб забезпечити надійне перемикання.
У листопаді 2012 року ABB анонсувала перший надшвидкий гібридний автоматичний вимикач постійного струму високої напруги. Механічні автоматичні вимикачі надто повільні для використання в мережах постійного струму високої напруги, хоча вони роками використовуються в інших сферах застосування. Навпаки, напівпровідникові вимикачі досить швидкі, але мають високий опір під час проведення, витрачаючи енергію та виробляючи тепло в нормальній роботі. Вимикач ABB поєднує в собі напівпровідникові та механічні вимикачі для створення гібридного вимикача з коротким часом відключення та низьким опором у нормальній роботі.
Гібридні вимикачі складаються з паралельно з'єднаних швидкодіючого механічного вимикача, напівпровідникового вимикача на тиристорах або IGBT та обмежувача перенапруг. У робочому режимі струм протікає в основному через механічний вимикач, оскільки його опір мінімальний. При розімкненні спочатку розмикається механічний вимикач, і струм починає текти через напівпровідниковий вимикач. Потім розмикається напівпровідниковий вимикач.

## Досягнення надвисоковольтного постійного струму
Надвисоковольтний постійний струм (UHVDC — ultrahigh-voltage direct-current) найшовіша технологія у високовольтній передачі постійного струму. UHVDC визначено як передача постійного струму з напругою більше ніж 800 кВ (високовольтна передача — 100—800 кВ)
Одна з проблем з UHVDC мереж це — хоч витрати менше ніж в передачі змінним струмом, але досі великі на високих відстанях. Типові витрати для 800 кВ лінії 2.6 % на 800 кілометрів. Збільшення передачі напруги на таких лініях зменшує втрати, але до недавного часу, інтерконектори, які були потрібні для з'єднання сегментів мереж, були надто дорогими. Однак з розвитком виробництва стає все більш доцільним будувати лінії UHVDC.
В 2010, ABB побудувала першу в світі 800 кВ UHVDC в Китаї. Жундонг-Ванан лінія з напругою 1100 кВ, довжиною 3400 кілометрів і потужністю 12 ГВт була завершена в 2018. На 2020 рік було збудовано щонайменше 13 ліній UHVDC в Китаї.
Хоча більшість впроваджених технологій UHVDC в Китаї, вони також розміщени в Південній Америці, а також в інших регіонах Азії. В Індії 1830 кілометрова лінія, 800 кВ, 6 ГВт лінія між містами Райгарх і Пугалур. В Бразилії Сінгу-Естреіто лінія довжиною більше 2076 кілометрів, 800 кВ і потужністю 4 ГВт було закінчено в 2017. На 2020 рік ліній UHVDC в Європі чи Північній Америці не побудовано.